# Білл Келлігер
Ві́льям Брін Ке́ллігер (англ. William Breen Kelliher; 23 березня 1971, Рочестер (Нью-Йорк)), більш відомий як Білл Ке́ллігер (англ. Bill Kelliher) – американський музикант ірландського походження, найбільш відомий як ритм-гітарист геві-метал-гурту Mastodon і єдиний учасник гурту, який не є співаком.

## Раннє життя
Келлігер є громадянином Ірландії; він має подвійне громадянство США та Ірландії. Його батько — ірландський іммігрант, який у підлітковому віці переїхав до США з Кіллорґліна, графство Керрі, Ірландія.

## Кар'єра
Kelliher виконує ряд різних ролей у Mastodon. Це включає бек-вокал під час живих виступів, складні гітарні партії та інколи соло-гітару. Він також керує семплами та атмосферою між піснями та під час них. Він ділиться гітарними обов'язками з Брентом Гайндсом, граючи в основному складні ритмічні партії, хоча Келлігер іноді грає соло, наприклад у «Sleeping Giant», і гармонізує подвійні ліди з Гайндсом, наприклад у «Black Tongue».
12 червня 2007 року Хайндс і Келлігер отримали нагороду Metal Hammer Golden Gods за найкращі шредери, першу нагороду Mastodon. У 2018 році за пісню "Sultan's Curse" Mastodon отримав премію "Ґреммі" за найкраще металічне виконання.

### Камео в "Гра престолів"
Келліхер разом з Бранном Дейлором і Брентом Гайндсом зіграли «дикарів» у 8 епізоді 5 сезону «Гри престолів», зйомки якого проходили в Белфасті в Північній Ірландії. Як повідомлялося раніше, оригінальна пісня гурту "White Walker" включена в мікстейп "Гри престолів" Catch the Throne Vol. 2, але щодо їх зовнішнього вигляду, прес-реліз Reprise Records повідомляє, що гурт був особисто запрошений для участі в шоу виконавчим продюсером «Гри престолів» Ден Вайс, який є фанатом гурту.

## Особисте життя
Келлігер одружений і є батьком двох хлопчиків. Його дружина є епідеміологинею.